# Liste der Bodendenkmäler in Starnberger See (gemeindefreies Gebiet)
Auf dieser Seite sind die Bodendenkmäler in der oberbayerischen Gemeinde Starnberger See zusammengestellt. Diese Tabelle ist eine Teilliste der Liste der Bodendenkmäler in Bayern. Grundlage ist die Bayerische Denkmalliste, die auf Basis des Bayerischen Denkmalschutzgesetzes vom 1. Oktober 1973 erstmals erstellt wurde und seither durch das Bayerische Landesamt für Denkmalpflege geführt wird. Die folgenden Angaben ersetzen nicht die rechtsverbindliche Auskunft der Denkmalschutzbehörde.

## Bodendenkmäler in Starnberger See
| Lage       | Objekt | Akten-Nr.     | Bild |
| ---------- | --- | ------------- | ---- |
| (Standort) | Siedlung des Jung- und Spätneolithikums (u. a. Münchshöfener Kultur, Altheimer Kultur, Chamer Kultur), der Bronzezeit, der Urnenfelderzeit, der Hallstattzeit, der frühen und späten Latènezeit, der frühen Mittelalters sowie Burgstall, Brückenbauwerke und profanierte Kirche mit Bestattungen des hohen und späten Mittelalters („Roseninsel“). | D-1-8033-0058 |      |
| (Standort) | Pfahlbausiedlung des Jungneolithikums (Pfyn-Altheimer Kultur). | D-1-8034-0081 |      |